# 车河镇
车河镇，是中华人民共和国广西壮族自治区河池市南丹县下辖的一个乡镇级行政单位。

## 行政区划
车河镇下辖以下地区：
车河社区、拉么社区、车河村、八步村、坡前村、拉么村、堂汉村、骆马村和大平村。